# Liste des Parlements d'Angleterre
Cette liste est celle des Parlements d'Angleterre, interrompue parfois par des rois ou des régimes républicains, depuis le règne d'Henri III jusqu'à la création du Parlement de Grande-Bretagne en 1707.  Pour les Parlements suivants, voir la Liste des Parlements de Grande-Bretagne.
La colonne '-Plt' de la liste est le numéro du Parlement, compté à rebours à partir de celui élu en 2005. Ce n'est pas la façon conventionnelle de repérer les Parlements, qui sont plutôt numérotés à partir du début de règne des monarques, ou du régime républicain. Parfois il lui est donné un nom particulier, comme le Parlement croupion, le Long Parlement.

Abréviations utilisées :
- > devant une date : après cette date

## Parlement d'avant1241
| Nom                 | Ouvert | Renvoyé | Président | Monarque  | Commentaires              |
| ------------------- | ------ | ------- | --------- | --------- | ------------------------- |
| Parlement de Merton | 1236   | 1236    | n/a       | Henri III | tenu au prieuré de Merton |

## Parlements d'Henri III
| No. | Convoqué         | Élu     | Réuni                 | Dissous             | Sessions | Président¹         | -Plt | Note |
| --- | ---------------- | ------- | --------------------- | ------------------- | -------- | ------------------ | ---- | ---- |
| 1²  | 14 décembre 1241 | n/a     | 27 janvier 1242       | ...                 | ?        | n/a                | 347  | ...  |
| 2²  | ...              | n/a     | 9 février 1248        | ...                 | ?        | n/a                | 346  | ...  |
| 3²  | 11 février 1254  | n/a     | 26 avril 1254         | ...                 | ?        | n/a                | 345  | ...  |
| 4²  | ...              | n/a     | 18 avril 1255         | ...                 | ?        | n/a                | 344  | ...  |
| 5²  | ...              | n/a     | 9 juin 1258           | ...                 | ?        | n/a                | 343  | ...  |
| 6²  | ...              | n/a     | 13 octobre 1258       | ...                 | ?        | n/a                | 342  | ...  |
| 7   | ...              | n/a     | 27 octobre 1258       | 4 novembre 1258     | ?        | Pierre de Montfort | 341  | a    |
| 8²  | ...              | n/a     | 9 février 1259        | ...                 | ?        | n/a                | 340  | ...  |
| 9²  | ...              | n/a     | 13 octobre 1259       | ...                 | ?        | n/a                | 339  | ...  |
| 10² | ...              | n/a     | > 30 avril 1260       | ...                 | ?        | n/a                | 338  | ...  |
| 11² | ...              | n/a     | 8 juillet 1260        | ...                 | ?        | n/a                | 337  | ...  |
| 12² | ...              | n/a     | 13 octobre 1260       | ...                 | ?        | n/a                | 336  | ...  |
| 13² | ...              | n/a     | c. 23 février 1261    | ...                 | ?        | n/a                | 335  | ...  |
| 14² | ...              | n/a     | 9 septembre 1263      | > 18 septembre 1263 | ?        | n/a                | 334  | ...  |
| 15² | ...              | n/a     | 13 octobre 1263       | ...                 | ?        | n/a                | 333  | ...  |
| 16  | 4 juin 1264      | n/a     | 22 juin 1264          | ...                 | ?        | n/a                | 332  | b    |
| 17  | 14 décembre 1264 | 1264/65 | 20 janvier 1265       | 15 février 1265     | ?        | inconnu            | 331  | c    |
| 18² | ...              | n/a     | 14 septembre 1265     | ...                 | ?        | n/a                | 330  | ...  |
| 19² | ...              | n/a     | 9 février 1267        | ...                 | ?        | n/a                | 329  | ...  |
| 20² | ...              | n/a     | 13 octobre 1268       | ...                 | ?        | n/a                | 328  | ...  |
| 21² | ...              | n/a     | 24 juin 1269          | ...                 | ?        | n/a                | 327  | ...  |
| 22² | ...              | n/a     | c. 13 octobre 1270    | ...                 | ?        | n/a                | 326  | ...  |
| 23² | ...              | n/a     | c.> 29 septembre 1272 | ...                 | ?        | n/a                | 325  | ...  |

Notes:-
¹ Le président de l'assemblée était appelé à l'origine le "Prolocutor" et parfois le Parlour, mais le terme le plus souvent employé fut le "Speaker", qui devint le titre officiel à partir des années 1540.
² Aucun représentant des roturiers ne fut convoqué.
- (a) 7: Ce Parlement siégea à Oxford. Il est parfois appelé Parlement fou. Les chevaliers du comté furent les seuls roturiers convoqués. Ils n'avaient pas besoin d'avoir été élus.
- (b) 16: Les chevaliers du comté furent les seuls roturiers convoqués. Ils n'avaient pas besoin d'avoir été élus.
- (c) 17: Ce Parlement est parfois appelé Parlement de Montfort. C'est le premier Parlement où furent convoqués les représentants des villes et des 'boroughs'. C'est aussi le premier Parlement, où les représentants devaient avoir été élus.

## Parlements d'Édouard Ier
| No. | Convoqué           | Élu       | Réuni                 | Dissous          | Sessions | Président¹ | -Plt | Note |
| --- | ------------------ | --------- | --------------------- | ---------------- | -------- | ---------- | ---- | ---- |
| 1   | 16 février 1275    | 1275      | 25 avril 1275         | ...              | ?        | inconnu    | 324  | a    |
| 2   | 1er septembre 1275 | 1275      | 13 octobre 1275       | 24 octobre 1275  | ?        | inconnu    | 323  | b    |
| 3²  | ...                | n/a       | c. 3 mai 1276         | ...              | ?        | n/a        | 322  | ...  |
| 4²  | ...                | n/a       | > 29 septembre 1276   | ...              | ?        | n/a        | 321  | ...  |
| 5²  | ...                | n/a       | 1er mai 1278          | ...              | ?        | n/a        | 320  | ...  |
| 6²  | ...                | n/a       | 8 juillet 1278        | ...              | ?        | n/a        | 319  | ...  |
| 7²  | ...                | n/a       | 29 septembre 1278     | ...              | ?        | n/a        | 318  | ...  |
| 8²  | ...                | n/a       | c. 16 avril 1279      | ...              | ?        | n/a        | 317  | ...  |
| 9²  | ...                | n/a       | c. 20 octobre 1279    | ...              | ?        | n/a        | 316  | ...  |
| 10² | ...                | n/a       | c. 12 mai 1280        | ...              | ?        | n/a        | 315  | ...  |
| 11² | ...                | n/a       | c.> 29 septembre 1280 | ...              | ?        | n/a        | 314  | ...  |
| 12² | ...                | n/a       | c. 11 mai 1281        | ...              | ?        | n/a        | 313  | ...  |
| 13² | ...                | n/a       | c.> 29 septembre 1281 | ...              | ?        | n/a        | 312  | ...  |
| 14² | ...                | n/a       | 4 mai 1285            | ...              | ?        | n/a        | 311  | ...  |
| 15² | ...                | n/a       | c.> 14 avril 1286     | ...              | ?        | n/a        | 310  | ...  |
| 16² | ...                | n/a       | c. 24 avril 1286      | ...              | ?        | n/a        | 309  | ...  |
| 17² | ...                | n/a       | > 25 décembre 1289    | ...              | ?        | n/a        | 308  | ...  |
| 18² | ...                | n/a       | > 13 janvier 1290     | ...              | ?        | n/a        | 307  | ...  |
| 19  | 13 juin 1290       | 1290      | 15 juillet 1290       | ...              | ?        | inconnu    | 306  | c    |
| 20  | ...                | 1290      | 27 octobre 1290       | ...              | ?        | inconnu    | 305  | ...  |
| 21  | ...                | 1290/91   | 7 janvier 1291        | ...              | ?        | inconnu    | 304  | ...  |
| 22  | ...                | 1291/92   | 8 janvier 1292        | ...              | ?        | inconnu    | 303  | ...  |
| 23² | ...                | n/a       | 2 juin 1292           | ...              | ?        | n/a        | 302  | d    |
| 24² | ...                | n/a       | 13 octobre 1292       | 17 novembre 1292 | ?        | n/a        | 301  | d    |
| 25  | ...                | ?1293     | > 29 mars 1293        | ...              | ?        | inconnu    | 300  | ...  |
| 26  | ...                | 1293      | 13 octobre 1293       | ...              | ?        | inconnu    | 299  | ...  |
| 27  | ...                | 1293      | > 25 décembre 1293    | ...              | ?        | inconnu    | 298  | ...  |
| 28² | 24 juin 1295       | n/a       | 1- 4 août 1295        | ...              | ?        | n/a        | 297  | ...  |
| 29  | 30 septembre 1295  | 1295      | 27 novembre 1295      | 4 décembre 1295  | ?        | inconnu    | 296  | e    |
| 30  | 26 août 1296       | 1296      | 3 novembre 1296       | 29 novembre 1296 | ?        | inconnu    | 295  | ...  |
| 31² | 26 janvier 1297    | n/a       | 24 février 1297       | ...              | ?        | n/a        | 294  | ...  |
| 32² | ...                | n/a       | 8 juillet 1297        | ...              | ?        | n/a        | 293  | ...  |
| 33  | 6 octobre 1297     | 1297      | 15 septembre 1297     | 14 octobre 1297  | ?        | inconnu    | 292  | f    |
| 34  | 15 mars 1298       | mars 1298 | 30 mars 1298          | ...              | ?        | inconnu    | 291  | g    |
| 35  | 10 avril 1298      | 1298      | 25 mai 1298           | ...              | ?        | inconnu    | 290  | h    |
| 36² | 6 février 1299     | n/a       | 8 mars 1299           | ...              | ?        | n/a        | 289  | ...  |
| 37² | 10 avril 1299      | n/a       | 3 mai 1299            | ...              | ?        | n/a        | 288  | ...  |
| 38² | 21 septembre 1299  | n/a       | 18 octobre 1299       | ...              | ?        | n/a        | 287  | ...  |
| 39  | 29 décembre 1299   | 1299/00   | 6 mars 1300           | 20 mars 1300     | ?        | inconnu    | 286  | ...  |
| 40  | 26 septembre 1300  | 1300/01   | 20 janvier 1301       | 30 janvier 1301  | ?        | inconnu    | 285  | i    |
| 41² | 2 juin 1302        | n/a       | 1er juillet 1302      | ...              | ?        | n/a        | 284  | ...  |
| 42  | 14 juillet 1302    | 1302      | 14 octobre 1302       | 21 octobre 1302  | ?        | inconnu    | 283  | j    |
| 43  | 12 novembre 1304   | 1304/05   | 28 février 1305       | 20 mars 1305     | ?        | inconnu    | 282  | ...  |
| 44² | 15 juillet 1305    | n/a       | 15 septembre 1305     | ...              | ?        | n/a        | 281  | ...  |
| 45  | 5 avril 1306       | 1306      | 30 mai 1306           | 30 mai 1306      | ?        | inconnu    | 280  | k    |
| 46  | 3 novembre 1306    | 1306/07   | 20 janvier 1307       | 19 mars 1307     | ?        | inconnu    | 279  | l    |

Notes:-
¹ Le président de l'assemblée était appelé à l'origine le "Prolocutor" et parfois le Parlour, mais le terme le plus souvent employé fut le "Speaker", qui devint le titre officiel à partir des années 1540.
² Aucun représentant des roturiers ne fut convoqué.
- (a) 1: Pour la première depuis 1264-65 les représentants des roturiers du royaume ont été convoqués au Parlement.
- (b) 2: Seuls les chevaliers des comtés ont été convoqués à ce Parlement.
- (c) 19: Seuls les chevaliers furent convoqués les 13- 14 juin 1290 . Réunion des Lords le  23 avril 1290  et des roturiers le  15 juillet 1290 . Après ce Parlement, il devint assez courant que les représentants des comtés, des villes et des boroughs fussent convoqués, et après 1320, ils le furent toujours.
- (d) Ce Parlement inclut des membres écossais.
- (e) 29: Parlement modèle convoqué les  30 septembre 1 er et  3 octobre 1295. C'est le début de la participation régulière des roturiers au Parlement.
- (f) 33: Convoqué le  30 septembre 1297  (pairs) et le  6 octobre 1297 (chevaliers des comtés). Réunion le  9 octobre 1297  pour les Lords, et le  15 octobre 1297  pour les roturiers. Réunion à Londres.
- (g) 34: Réunion à York.
- (h) 35: Convoqué les 10, 11 et  13 avril 1298 .
- (i) 40: Réunion à Lincoln. Dissous les 27/ 30 janvier 1301 .
- (j) 42: Convoqué 14, 20 et  24 juillet 1303 . Réunion in Londres.
- (k) 45: Réuni et dissous le  30 mai 1306 .
- (l) 46: Réunion à Carlisle. Considéré dissous quand les ordonnances de expensis furent publiées le  20 janvier 1307 (pour les bourgeois uniquement) et le  19 mars 1307 (pour les chevaliers uniquement).

## Parlements d'Édouard II
| No. | Convoqué          | Élu     | Réuni             | Dissous               | Sessions | Président¹       | -Plt | Note |
| --- | ----------------- | ------- | ----------------- | --------------------- | -------- | ---------------- | ---- | ---- |
| 1   | 26 août 1307      | 1307    | 13 octobre 1307   | 16 octobre 1307       | ?        | inconnu          | 278  | ...  |
| 2   | 19 janvier 1308   | 1308    | 3 mars 1308       | ...                   | ?        | inconnu          | 277  | ...  |
| 3²  | 10 mars 1308      | n/a     | 28 avril 1308     | ...                   | ?        | n/a              | 276  | ...  |
| 4²  | 16 août 1308      | n/a     | 20 octobre 1308   | ...                   | ?        | n/a              | 275  | ...  |
| 5   | 4 mars 1309       | 1309    | 27 avril 1309     | 13 mai 1309           | ?        | inconnu          | 274  | ...  |
| 6²  | 11 juin 1309      | n/a     | 27 juillet 1300   | ...                   | ?        | n/a              | 273  | ...  |
| 7²  | 26 octobre 1309   | n/a     | 8 février 1310    | 12 avril 1310         | ?        | n/a              | 272  | ...  |
| 8   | 16 juin 1311      | 1311    | 8 août 1311       | 18 décembre 1311      | ?        | inconnu          | 271  | a    |
| 9   | 3 juin 1312       | 1312    | 20 août 1312      | 16 décembre 1312      | ?        | inconnu          | 270  | ...  |
| 10  | 8 janvier 1313    | 1313    | 18 mars 1313      | 9 mai 1313            | ?        | inconnu          | 269  | ...  |
| 11  | 23 mai 1313       | 1313    | 8 juillet 1313    | 27 juillet 1313       | ?        | inconnu          | 268  | ...  |
| 12  | 26 juillet 1313   | 1313    | 23 septembre 1313 | 15 novembre 1313      | ?        | inconnu          | 267  | ...  |
| 13  | 29 juillet 1314   | 1314    | 9 septembre 1314  | 27/ 28 septembre 1314 | ?        | inconnu          | 266  | ...  |
| 14  | 24 octobre 1314   | 1314/15 | 20 janvier 1315   | 9 mars 1315           | ?        | inconnu          | 265  | ...  |
| 15  | 16 octobre 1315   | 1315/16 | 27 janvier 1316   | 20 février 1316       | ?        | inconnu          | 264  | b    |
| 16  | 24- 25 août 1318  | 1318    | 20 octobre 1318   | 9 décembre 1318       | ?        | inconnu          | 263  | ...  |
| 17  | 20 mars 1319      | 1319    | 6 mai 1319        | 25 mai 1319           | ?        | inconnu          | 262  | ...  |
| 18² | 6 novembre 1319   | n/a     | 20 janvier 1320   | ...                   | ?        | n/a              | 261  | ...  |
| 19  | 5 août 1320       | 1320    | 6 octobre 1320    | 25/ 26 octobre 1320   | ?        | inconnu          | 260  | ...  |
| 20  | 15 mai 1321       | 1321    | 15 juillet 1321   | 22 août 1321          | ?        | inconnu          | 259  | ...  |
| 21  | 14 mars 1322      | 1322    | 2 mai 1322        | 19 mai 1322           | ?        | inconnu          | 258  | ...  |
| 22  | 18 septembre 1322 | 1322    | 14 novembre 1322  | 29 novembre 1322      | ?        | inconnu          | 257  | c    |
| 23  | 20 novembre 1323  | 1323/24 | 23 février 1324   | 18 mars 1324          | ?        | inconnu          | 256  | ...  |
| 24  | 6 mai 1325        | 1325    | 25 juin 1325      | ...                   | ?        | inconnu          | 255  | d    |
| 25  | 10 octobre 1325   | 1325    | 18 novembre 1325  | 5 décembre 1325       | ?        | inconnu          | 254  | ...  |
| 26  | 28 octobre 1326   | 1326/27 | 7 janvier 1327    | ...                   | ?        | William Trussell | 253  | e    |

Notes:-
¹ Le président de l'assemblée était appelé à l'origine le "Prolocutor" et parfois le Parlour, mais le terme le plus souvent employé fut le "Speaker", qui devint le titre officiel à partir des années 1540.
² Aucun représentant des roturiers ne fut convoqué.
- (a) 8: Réunion à Londres.
- (b) 15: Réunion à Lincoln.
- (c) 22: Réunion à York.
- (d) 24: Seuls les membres du Parlement des Cinq-Ports furent convoqués. Réunion à Londres.
- (e) 26: Connu comme le Parlement de 1327. Il se poursuivit après la déposition du roi. Voir le 1er Parlement d'Édouard III pour sa durée et plus de détails.

## Parlements d'Édouard III
| No. | Convoqué           | Élu     | Réuni             | Dissous           | Sessions | Président¹             | -Plt | Note |
| --- | ------------------ | ------- | ----------------- | ----------------- | -------- | ---------------------- | ---- | ---- |
| 1   | ...                | ...     | ...               | 9 mars 1327       | ?        | William Trussell       | 253  | a    |
| 2   | 7 août 1327        | 1327    | 15 septembre 1327 | 23 septembre 1327 | ?        | William Trussell       | 252  | ...  |
| 3   | 10 décembre 1327   | 1327/28 | 7 février 1328    | 5 mars 1328       | ?        | inconnu                | 251  | b    |
| 4   | 5 mars 1328        | 1328    | 24 avril 1328     | 14 mai 1328       | ?        | inconnu                | 250  | c    |
| 5   | 28 août 1328       | 1328    | 16 octobre 1328   | 22 février 1329   | ?        | inconnu                | 249  | d    |
| 6   | 25 janvier 1330    | 1330    | 11 mars 1330      | 21 mars 1330      | ?        | inconnu                | 248  | c    |
| 7   | 23 octobre 1330    | 1330    | 26 novembre 1330  | 9 décembre 1330   | ?        | inconnu                | 247  | e    |
| 8   | 16 juillet 1331    | 1331    | 30 septembre 1331 | 9 octobre 1331    | ?        | inconnu                | 246  | ...  |
| 9   | 27 janvier 1332    | 1332    | 16 mars 1332      | 21 mars 1332      | ?        | Henri de Beaumont      | 245  | f    |
| 10  | 20 juillet 1332    | 1332    | 9 septembre 1332  | 12 septembre 1332 | ?        | Sir Geoffrey le Scrope | 244  | ...  |
| 11  | 20 octobre 1332    | 1332    | 4 décembre 1332   | 27 janvier 1333   | ?        | inconnu                | 243  | ...  |
| 12  | 2 janvier 1334     | 1334    | 21 février 1334   | 2 mars 1334       | ?        | inconnu                | 242  | ...  |
| 13  | 24 juillet 1334    | 1334    | 19 septembre 1334 | 23 septembre 1334 | ?        | inconnu                | 241  | c    |
| 14  | 1er avril 1335     | 1335    | 26 mai 1335       | 3 juin 1335       | ?        | inconnu                | 240  | ...  |
| 15  | 22 janvier 1336    | 1336    | 11 mars 1336      | 20 mars 1336      | ?        | inconnu                | 239  | c    |
| 16  | 29 novembre 1336   | 1336/37 | 3 mars 1337       | c.16 mars 1337    | ?        | inconnu                | 238  | ...  |
| 17  | 20 décembre 1337   | 1337/38 | 3 février 1338    | 14 février 1338   | ?        | inconnu                | 237  | g    |
| 18  | 15 novembre 1338   | 1338/39 | 3 février 1339    | 17 février 1339   | ?        | inconnu                | 236  | ...  |
| 19  | 25 août 1339       | 1339    | 13 octobre 1339   | c.3 novembre 1339 | ?        | inconnu                | 235  | g    |
| 20  | 16 novembre 1339   | 1339/40 | 20 janvier 1340   | 19 février 1340   | ?        | William Trussell       | 234  | ...  |
| 21  | 21 février 1340    | 1340    | 29 mars 1340      | 10 mai 1340       | ?        | William Trussell       | 233  | ...  |
| 22  | 30 mai 1340        | 1340    | 12 juillet 1340   | 26 juillet 1340   | ?        | William Trussell       | 232  | ...  |
| 23  | 3 mars 1341        | 1341    | 23 avril 1341     | 27/28 mai 1341    | ?        | inconnu                | 231  | ...  |
| 24  | 24 février 1343    | 1343    | 28 avril 1343     | 20 mai 1343       | ?        | William Trussell       | 230  | ...  |
| 25  | 20 avril 1344      | 1344    | 7 juin 1344       | 28 juin 1344      | ?        | inconnu                | 229  | ...  |
| 26  | 30 juillet 1346    | 1346    | 11 septembre 1346 | 20 septembre 1346 | ?        | inconnu                | 228  | ...  |
| 27  | 13 novembre 1347   | 1347/48 | 14 janvier 1348   | 12 février 1348   | ?        | William de Thorpe      | 227  | ...  |
| 28  | 14 février 1348    | 1348    | 31 mars 1348      | 13 avril 1348     | ?        | William de Thorpe      | 226  | ...  |
| 29  | 25 novembre 1350   | 1350/51 | 9 février 1351    | 1er mars 1351     | ?        | William de Shareshull  | 225  | ...  |
| 30  | 15 novembre 1351   | 1351/52 | 13 janvier 1352   | 11 février 1352   | ?        | William de Shareshull  | 224  | ...  |
| 31  | 15 mars 1354       | 1354    | 28 avril 1354     | 20 mai 1354       | ?        | inconnu                | 223  | ...  |
| 32  | 20 septembre 1355  | 1355    | 23 novembre 1355  | 30 novembre 1355  | ?        | inconnu                | 222  | ...  |
| 33  | 15 février 1357    | 1357    | 17 avril 1357     | 8/16 mai 1357     | ?        | inconnu                | 221  | ...  |
| 34  | 15 décembre 1357   | 1357/58 | 5 février 1358    | 27 février 1358   | ?        | inconnu                | 220  | ...  |
| 35  | 3 avril 1360       | 1360    | 15 mai 1360       | ...               | ?        | inconnu                | 219  | ...  |
| 36  | 20 novembre 1360   | 1360/61 | 24 janvier 1361   | 18 février 1361   | ?        | inconnu                | 218  | ...  |
| 37  | 14 août 1362       | 1362    | 13 octobre 1362   | 17 novembre 1362  | ?        | Sir Henri Green        | 217  | ...  |
| 38  | 1er juin 1363      | 1363    | 6 octobre 1363    | 30 octobre 1363   | ?        | inconnu                | 216  | ...  |
| 39  | 4 décembre 1364    | 1364/65 | 20 janvier 1365   | 17 février 1365   | ?        | inconnu                | 215  | ...  |
| 40  | 20 janvier 1366    | 1366    | 4 mai 1366        | 11 mai 1366       | ?        | inconnu                | 214  | ...  |
| 41  | 24 février 1368    | 1368    | 1er mai 1368      | 21 mai 1368       | ?        | inconnu                | 213  | ...  |
| 42  | 6 avril 1369       | 1369    | 3 juin 1369       | 11 juin 1369      | ?        | inconnu                | 212  | ...  |
| 43  | 8 janvier 1371     | 1371    | 24 février 1371   | 29 mars 1371      | ?        | inconnu                | 211  | ...  |
| 44  | 1er septembre 1372 | 1372    | 3 novembre 1372   | 24 novembre 1372  | ?        | inconnu                | 210  | ...  |
| 45  | 4 octobre 1373     | 1373    | 21 novembre 1373  | 10 décembre 1373  | ?        | inconnu                | 209  | ...  |
| 46  | 28 décembre 1375   | 1375/76 | 28 avril 1376     | 10 juillet 1376   | ?        | Sir Peter de la Mare   | 208  | h    |
| 47  | 1er décembre 1376  | 1376/77 | 27 janvier 1377   | 2 mars 1377       | ?        | Sir Thomas Hungerford² | 207  | i    |

Notes:-
¹ Le président de l'assemblée était appelé à l'origine le "Prolocutor" et parfois le Parlour, mais le terme le plus souvent employé fut le "Speaker", qui devint le titre officiel à partir des années 1540.
² Hungerford fut le premier président de la Chambre des Communes à avoir reçu officiellement le titre de Speaker.
- (a) 1er: Connu comme le Parlement de 1327. Continue depuis le règne précédent.
- (b) Réunion à Lincoln.
- (c) Réunion à York.
- (d) 5: Peut s'être réuni à New Sarum (appelé maintenant Salisbury), York ou Northampton, car le lieu de réunion de ce Parlement est incertain, d'autres réunions moins importantes s'étant également tenues à cette période.
- (e) Réunion à New Sarum (appelé maintenant Salisbury).
- (f) Réunion à Winchester.
- (g) Réunion à Northampton.
- (h) 46th: Connu comme le Bon Parlement. Réunion à Londres.
- (i) 47th: Connu comme le Mauvais Parlement.

## Parlements deRichard II
| No. | Convoqué          | Élu     | Réuni             | Dissous           | Sessions | Speaker                 | -Plt | Note |
| --- | ----------------- | ------- | ----------------- | ----------------- | -------- | ----------------------- | ---- | ---- |
| 1   | 4 août 1377       | 1377    | 13 octobre 1377   | 5 décembre 1377   | ?        | Sir Peter de la Mare    | 206  | ...  |
| 2   | 3 septembre 1378  | 1378    | 20 octobre 1378   | 16 novembre 1378  | ?        | Sir Jacques Pickering   | 205  | ...  |
| 3   | 16 février 1379   | 1379    | 24 avril 1379     | 27 mai 1379       | ?        | inconnu                 | 204  | ...  |
| 4   | 20 octobre 1379   | 1379/80 | 16 janvier 1380   | 3 mars 1380       | ?        | Sir John Guildesborough | 203  | ...  |
| 5   | 26 août 1380      | 1380    | 5 novembre 1380   | 6 décembre 1380   | ?        | Sir John Guildesborough | 202  | ...  |
| 6   | 16 juillet 1381   | 1381    | 3 novembre 1381   | 25 février 1382   | ?        | Sir Richard Waldegrave  | 201  | ...  |
| 7   | 24 mars 1382      | 1382    | 7 mai 1382        | 22 mai 1382       | ...      | Sir Richard Waldegrave  | 200  | ...  |
| 8   | 9 août 1382       | 1382    | 6 octobre 1382    | 24 octobre 1382   | ?        | Sir Richard Waldegrave  | 199  | ...  |
| 9   | 7 janvier 1383    | 1383    | 23 février 1383   | 10 mars 1383      | ?        | Sir Jacques Pickering   | 198  | ...  |
| 10  | 20 août 1383      | 1383    | 26 octobre 1383   | 26 novembre 1383  | ?        | Sir Jacques Pickering   | 197  | ...  |
| 11  | 3 mars 1384       | 1384    | 29 avril 1384     | 27 mai 1384       | ?        | Sir Jacques Pickering   | 196  | ...  |
| 12  | 28 septembre 1384 | 1384    | 12 novembre 1384  | 14 décembre 1384  | ?        | Sir Jacques Pickering   | 195  | ...  |
| 13  | 3 septembre 1385  | 1385    | 20 octobre 1385   | 6 décembre 1385   | ?        | Sir Jacques Pickering   | 194  | ...  |
| 14  | 8 août 1386       | 1386    | 1er octobre 1386  | 28 novembre 1386  | ?        | Sir Jacques Pickering   | 193  | a    |
| 15  | 17 décembre 1387  | 1387/88 | 3 février 1388    | 4 juin 1388       | ?        | Sir Jacques Pickering   | 192  | b    |
| 16  | 28 juillet 1388   | 1388    | 9 septembre 1388  | 17 octobre 1388   | ?        | Sir Jacques Pickering   | 191  | ...  |
| 17  | 6 décembre 1389   | 1389/90 | 17 janvier 1390   | 2 mars 1390       | ?        | Sir Jacques Pickering   | 190  | ...  |
| 18  | 12 septembre 1390 | 1390    | 12 novembre 1390  | 3 décembre 1390   | ?        | Sir Jacques Pickering   | 189  | ...  |
| 19  | 7 septembre 1391  | 1391    | 3 novembre 1391   | 2 décembre 1391   | ?        | inconnu                 | 188  | ...  |
| 20  | 23 novembre 1392  | 1392/93 | 20 janvier 1393   | 10 février 1393   | ?        | inconnu                 | 187  | ...  |
| 21  | 13 novembre 1393  | 1393/94 | 27 janvier 1394   | 6 mars 1394       | ?        | Sir John Bussy          | 186  | ...  |
| 22  | 20 novembre 1394  | 1394/95 | 27 janvier 1395   | 15 février 1395   | ?        | Sir John Bussy          | 185  | ...  |
| 23  | 30 novembre 1396  | 1396/97 | 22 janvier 1397   | 12 février 1397   | ?        | Sir John Bussy          | 184  | ...  |
| 24  | 18 juillet 1397   | 1397    | 17 septembre 1397 | 31 janvier 1398   | ?        | Sir John Bussy          | 183  | ...  |
| 25  | 19 août 1399      | 1399    | 30 septembre 1399 | 30 septembre 1399 | ?        | inconnu                 | 182  | ...  |

Note:-
- (a) 14: Connu comme le Merveilleux Parlement.
- (b) 15: Connu comme l'Impitoyable parlement.

## Parlements d'Henri IV
| No. | Convoqué          | Élu     | Réuni             | Dissous          | Sessions | Speaker             | -Plt | Note |
| --- | ----------------- | ------- | ----------------- | ---------------- | -------- | ------------------- | ---- | ---- |
| 1   | 30 septembre 1399 | 1399    | 6 octobre 1399    | 19 novembre 1399 | ?        | Sir John Cheney     | 181  | a    |
| 1   | 30 septembre 1399 | 1399    | 6 octobre 1399    | 19 novembre 1399 | ?        | John Dorewood       | 181  | a    |
| 2   | 9 septembre 1400  | 1400/01 | 20 janvier 1401   | 10 mars 1401     | ?        | Sir Arnold Savage   | 180  | ...  |
| 3   | 19 juin 1402      | 1402    | 30 septembre 1402 | 25 novembre 1402 | ?        | Sir Henri Redford   | 179  | ...  |
| 4   | 20 octobre 1403   | 1403/04 | 14 janvier 1404   | 20 mars 1404     | ?        | Sir Arnold Savage   | 178  | ...  |
| 5   | 25 août 1404      | 1404    | 6 octobre 1404    | 13 novembre 1404 | ?        | Sir William Esturmy | 177  | ...  |
| 6   | 21 décembre 1405  | 1405/06 | 1er mars 1406     | 22 décembre 1406 | ?        | Sir John Tiptoft    | 176  | ...  |
| 7   | 26 août 1407      | 1407    | 20 octobre 1407   | 2 décembre 1407  | ?        | Thomas Chaucer      | 175  | ...  |
| 8   | 26 octobre 1409   | 1409/10 | 27 janvier 1410   | 9 mai 1410       | ?        | Thomas Chaucer      | 174  | ...  |
| 9   | 21 septembre 1411 | 1411    | 3 novembre 1411   | 19 décembre 1411 | ?        | Thomas Chaucer      | 173  | ...  |
| 10  | 1er décembre 1412 | 1412/13 | 3 février 1413    | 20 mars 1413     | ?        | inconnu             | 172  | ...  |

Note:-
- (a) 1: Connu comme le Parlement de la Convention de 1399.

## Parlements d'Henri V
| No. | Convoqué          | Élu     | Réuni             | Dissous          | Sessions | Speaker               | -Plt | Note |
| --- | ----------------- | ------- | ----------------- | ---------------- | -------- | --------------------- | ---- | ---- |
| 1   | 22 mars 1413      | 1413    | 14 mai 1413       | 9 juin 1413      | ?        | William Stourton      | 171  | ...  |
| 1   | 22 mars 1413      | 1413    | 14 mai 1413       | 9 juin 1413      | ?        | John Dorewood         | 171  | ...  |
| 2   | 1er décembre 1413 | 1413/14 | 30 avril 1414     | 29 mai 1414      | ?        | Sir Walter Hungerford | 170  | a    |
| 3   | 26 septembre 1414 | 1414    | 19 novembre 1414  | ...              | ?        | Thomas Chaucer        | 169  | ...  |
| 4   | 12 août 1415      | 1415    | 4 novembre 1415   | 12 novembre 1415 | ?        | Sir Richard Redman    | 168  | b    |
| 5   | 21 janvier 1416   | 1416    | 16 mars 1416      | mai 1416         | ?        | Sir Walter Beauchamp  | 167  | ...  |
| 6   | 3 septembre 1416  | 1416    | 19 octobre 1416   | 18 novembre 1416 | ?        | Roger Flore           | 166  | ...  |
| 7   | 5 octobre 1417    | 1417    | 16 novembre 1417  | 17 décembre 1417 | ?        | Roger Flore           | 165  | ...  |
| 8   | 24 août 1419      | 1419    | 16 octobre 1419   | 13 novembre 1419 | ?        | Roger Flore           | 164  | ...  |
| 9   | 21 octobre 1420   | 1420    | 2 décembre 1420   | ...              | ?        | Roger Hunt            | 163  | ...  |
| 10  | 26 février 1421   | 1421    | 2 mai 1421        | ...              | ?        | Thomas Chaucer        | 162  | ...  |
| 11  | 20 octobre 1421   | 1421    | 1er décembre 1421 | ...              | ?        | Richard Baynard       | 161  | ...  |

Note:-
- (a) 2: Connu comme le Parlement du feu et des fagots. Réunion à Leicester.
- (b) 4: Connu comme le Parlement de 1415.

## Parlements d'Henri VI
| No. | Convoqué           | Élu     | Réuni             | Dissous              | Sessions | Speaker             | -Plt | Note |
| --- | ------------------ | ------- | ----------------- | -------------------- | -------- | ------------------- | ---- | ---- |
| 1   | 29 septembre 1422  | 1422    | 9 novembre 1422   | 18 décembre 1422     | ?        | Roger Flore         | 160  | ...  |
| 2   | 1er septembre 1423 | 1423    | 20 octobre 1423   | 28 février 1424      | ?        | John Russell        | 159  | ...  |
| 3   | 24 février 1425    | 1425    | 30 avril 1425     | 14 juillet 1425      | ?        | Sir Thomas Walton   | 158  | a    |
| 4   | 7 janvier 1426     | 1426    | 18 février 1426   | 1er juin 1426        | ?        | Sir Richard Vernon  | 157  | b    |
| 5   | 15 juillet 1427    | 1427    | 13 octobre 1427   | 25 mars 1428         | ?        | Sir John Tyrell     | 156  | ...  |
| 6   | 12 juillet 1429    | 1429    | 22 septembre 1429 | 23 février 1430      | ?        | William Allington   | 155  | ...  |
| 7   | 27 novembre 1430   | 1430/31 | 12 janvier 1431   | 20 mars 1431         | ?        | Sir John Tyrell     | 154  | ...  |
| 8   | 25 février 1432    | 1432    | 12 mai 1432       | 17 juillet 1432      | ?        | John Russell        | 153  | ...  |
| 9   | 24 mai 1433        | 1433    | 8 juillet 1433    | >c.18 décembre 1433  | ?        | Roger Hunt          | 152  | ...  |
| 10  | 5 juillet 1435     | 1435    | 10 octobre 1435   | 23 décembre 1435     | ?        | John Bowes          | 151  | ...  |
| 11  | 29 octobre 1436    | 1436/37 | 21 janvier 1437   | 27 mars 1437         | ?        | Sir John Tyrell     | 150  | ...  |
| 11  | 29 octobre 1436    | 1436/37 | 21 janvier 1437   | 27 mars 1437         | ?        | William Burley      | 150  | ...  |
| 12  | 26 septembre 1439  | 1439    | 12 novembre 1439  | c.15-24 février 1440 | ?        | William Tresham     | 149  | ...  |
| 13  | 3 décembre 1441    | 1441/42 | 25 janvier 1442   | 27 mars 1442         | ?        | William Tresham     | 148  | ...  |
| 14  | 13 janvier 1445    | 1445    | 25 février 1445   | 9 avril 1445         | ?        | William Burley      | 147  | ...  |
| 15  | 14 décembre 1446   | 1446/47 | 10 février 1447   | 3 mars 1447          | ?        | William Tresham     | 146  | ...  |
| 16  | 2 janvier 1449     | 1449    | 12 février 1449   | 16 juillet 1449      | ?        | Sir John Say        | 145  | ...  |
| 17  | 23 septembre 1449  | 1449    | 6 novembre 1449   | c.5-8 juin 1450      | ?        | Sir John Popham     | 144  | ...  |
| 17  | 23 septembre 1449  | 1449    | 6 novembre 1449   | c.5-8 juin 1450      | ?        | William Tresham     | 144  | ...  |
| 18  | 5 septembre 1450   | 1450    | 6 novembre 1450   | c.24-31 mai 1451     | ?        | Sir William Oldhall | 143  | ...  |
| 19  | 20 janvier 1453    | 1453    | 6 mars 1453       | c.16-21 avril 1454   | ?        | Thomas Thorpe       | 142  | ...  |
| 19  | 20 janvier 1453    | 1453    | 6 mars 1453       | c.16-21 avril 1454   | ?        | Sir Thomas Charlton | 142  | ...  |
| 20  | 26 mai 1455        | 1455    | 9 juillet 1455    | 12 mars 1456         | ?        | Sir John Wenlock    | 141  | ...  |
| 21  | 9 octobre 1459     | 1459    | 20 novembre 1459  | 20 décembre 1459     | ?        | Sir Thomas Tresham  | 140  | c    |
| 22  | 30 juillet 1460    | 1460    | 7 octobre 1460    | c.4 mars 1461        | ?        | John Green          | 139  | ...  |
| 23  | 15 octobre 1470    | 1470    | 26 novembre 1470  | c. 11 avril 1471     | ?        | inconnu             | 135  | d    |

Note:-
- (a) 3: Connu comme le Parlement de 1425.
- (b) 4: Connu comme le Parlement des battes. Réunion à Leicester.
- (c) 21: Connu comme le Parlement des démons. Réunion à Coventry.
- (d) 23: Ce Parlement se tint au moment où Henri VI fut restauré sur le trône. Il s'acheva lorsque Édouard IV déposa Henri pour la seconde fois.

## Parlements d'Édouard IV
| No. | Convoqué         | Élu     | Réuni           | Dissous         | Sessions | Speaker             | -Plt | Note                                        |
| --- | ---------------- | ------- | --------------- | --------------- | -------- | ------------------- | ---- | ------------------------------------------- |
| 1   | 23 mai 1461      | 1461    | 4 novembre 1461 | 6 mai 1462      | ?        | Jacques Strangeways | 138  | ...                                         |
| 2   | 22 décembre 1462 | 1462/63 | 29 avril 1463   | 28 mars 1465    | ?        | John Say            | 137  | ...                                         |
| 3   | 28 février 1467  | 1467    | 3 juin 1467     | 7 juin 1468     | ?        | John Say            | 136  | ...                                         |
| 4   | 19 août 1472     | 1472    | 6 octobre 1472  | 14 mars 1475    | ?        | William Allington   | 134  | petit-fils du speaker précédent du même nom |
| 5   | 20 novembre 1477 | 1477/78 | 16 janvier 1478 | 26 février 1478 | 1        | William Allington   | 133  | ...                                         |
| 6   | 15 novembre 1482 | 1482/83 | 20 janvier 1483 | 18 février 1483 | 1        | John Wood           | 132  | ...                                         |

## Parlement deRichard III
| No. | Convoqué        | Élu     | Réuni           | Dissous         | Sessions | Speaker         | -Plt | Note |
| --- | --------------- | ------- | --------------- | --------------- | -------- | --------------- | ---- | ---- |
| 1   | 9 décembre 1483 | 1483/84 | 23 janvier 1484 | 20 février 1484 | 1        | William Catesby | 131  | ...  |

## Parlements d'Henri VII
| No. | Convoqué          | Élu      | Réuni           | Dissous             | Sessions | Speaker            | -Plt | Note |
| --- | ----------------- | -------- | --------------- | ------------------- | -------- | ------------------ | ---- | ---- |
| 1   | 15 septembre 1485 | 1485     | 7 novembre 1485 | c. 4 mars 1486      | 1        | Thomas Lovell      | 130  | ...  |
| 2   | ...               | 1487     | 9 novembre 1487 | c. 18 décembre 1487 | 1        | John Mordaunt      | 129  | ...  |
| 3   | ...               | ?1488/89 | 13 janvier 1489 | 27 février 1490     | 1        | Thomas fitzWilliam | 128  | ...  |
| 4   | 12 août 1491      | 1491     | 17 octobre 1491 | 5 mars 1492         | 1        | Richard Empson     | 127  | ...  |
| 5   | 15 septembre 1495 | 1495     | 14 octobre 1495 | 21-22 décembre 1495 | 1        | Robert Drury       | 126  | ...  |
| 6   | 20 novembre 1496  | 1496/97  | 16 janvier 1497 | 13 mars 1497        | 1        | Thomas Englefield  | 125  | ...  |
| 7   | ...               | ?1503/04 | 25 janvier 1504 | c. 1er avril 1504   | 1        | Edmund Dudley      | 124  | ...  |

## Parlements d'Henri VIII
| No. | Convoqué          | Élu     | Réuni            | Dissous          | Sessions | Speaker            | -Plt | Note                    |
| --- | ----------------- | ------- | ---------------- | ---------------- | -------- | ------------------ | ---- | ----------------------- |
| 1   | 17 octobre 1509   | 1509/10 | 21 janvier 1510  | 23 février 1510  | 1        | Thomas Englefield  | 123  | ...                     |
| 2   | 28 novembre 1511  | 1511/12 | 4 février 1512   | 4 mars 1514      | 4        | Robert Sheffield   | 122  | ...                     |
| 3   | 23 novembre 1514  | 1514/15 | 5 février 1515   | 22 décembre 1515 | 2        | Thomas Neville     | 121  | ...                     |
| 4   | ...               | 1523    | 15 avril 1523    | 13 août 1523     | 3        | Thomas More        | 120  | ...                     |
| 5   | 9 août 1529       | 1529    | 3 novembre 1529  | 14 avril 1536    | 9        | Thomas Audley      | 119  | Parlement de la Réforme |
| 5   | 9 août 1529       | 1529    | 3 novembre 1529  | 14 avril 1536    | 9        | Humphrey Wingfield | 119  | Parlement de la Réforme |
| 5   | 9 août 1529       | 1529    | 3 novembre 1529  | 14 avril 1536    | 9        | Richard Rich       | 119  | Parlement de la Réforme |
| 6   | 27 avril 1536     | 1536    | 8 juin 1536      | 18 juillet 1536  | 1        | Richard Rich       | 118  | ...                     |
| 7   | 1er mars 1539     | 1539    | 28 avril 1539    | 24 juillet 1540  | 3        | Nicholas Hare      | 117  | ...                     |
| 8   | 23 novembre 1541  | 1541/42 | 16 janvier 1542  | 28 mars 1544     | 3        | Thomas Moyle       | 116  | ...                     |
| 9   | 1er décembre 1544 | 1544/45 | 23 novembre 1545 | 31 janvier 1547  | 2        | Thomas Moyle       | 115  | ...                     |

## Parlements d'Édouard VI
| No. | Convoqué       | Élu  | Réuni           | Dissous       | Sessions | Speaker        | -Plt | Note |
| --- | -------------- | ---- | --------------- | ------------- | -------- | -------------- | ---- | ---- |
| 1   | 2 août 1547    | 1547 | 4 novembre 1547 | 15 avril 1552 | 4        | Sir John Baker | 114  | ...  |
| 2   | 5 janvier 1553 | 1553 | 1er mars 1553   | 31 mars 1553  | 1        | Jacques Dyer   | 113  | ...  |

## Parlements deMarie Ire
| No. | Convoqué         | Élu     | Réuni            | Dissous          | Sessions | Speaker          | -Plt | Note |
| --- | ---------------- | ------- | ---------------- | ---------------- | -------- | ---------------- | ---- | ---- |
| 1   | 14 août 1553     | 1553    | 5 octobre 1553   | 5 décembre 1553  | 1        | Sir John Pollard | 112  | ...  |
| 2   | 17 février 1554  | 1554    | 2 avril 1554     | 3 mai 1554       | 1        | Robert Brooke    | 111  | ...  |
| 3   | 3 octobre 1554   | 1554    | 12 novembre 1554 | 16 janvier 1555  | 1        | Clement Higham   | 110  | ...  |
| 4   | 3 septembre 1555 | 1555    | 21 octobre 1555  | 9 décembre 1555  | 1        | Sir John Pollard | 109  | ...  |
| 5   | 6 décembre 1557  | 1557/58 | 20 janvier 1558  | 17 novembre 1558 | 2        | William Cordell  | 108  | ...  |

## Parlements d'Élisabeth Ire
| No. | Convoqué          | Élu     | Réuni            | Dissous           | Sessions | Speaker               | -Plt | Note |
| --- | ----------------- | ------- | ---------------- | ----------------- | -------- | --------------------- | ---- | ---- |
| 1   | 5 décembre 1558   | 1558/59 | 23 janvier 1559  | 8 mai 1559        | 1        | Thomas Gargrave       | 107  | ...  |
| 2   | 10 novembre 1562  | 1562/63 | 11 janvier 1563  | 2 janvier 1567    | 2        | Thomas Williams       | 106  | ...  |
| 2   | 10 novembre 1562  | 1562/63 | 11 janvier 1563  | 2 janvier 1567    | 2        | Richard Onslow        | 106  | ...  |
| 3   | ...               | 1571    | 2 avril 1571     | 29 mai 1571       | 1        | Christopher Wray      | 105  | ...  |
| 4   | 28 mars 1572      | 1572    | 8 mai 1572       | 19 avril 1583     | 2        | Robert Bell           | 104  | ...  |
| 4   | 28 mars 1572      | 1572    | 8 mai 1572       | 19 avril 1583     | 2        | John Popham           | 104  | ...  |
| 5   | 12 octobre 1584   | 1584    | 23 novembre 1584 | 14 septembre 1585 | 2        | John Puckering        | 103  | ...  |
| 6   | 15 septembre 1586 | 1586    | 15 octobre 1586  | 23 mars 1587      | 2        | John Puckering        | 102  | ...  |
| 7   | 18 septembre 1588 | 1588/89 | 4 février 1589   | 29 mars 1589      | 1        | Thomas Snagge         | 101  | ...  |
| 8   | 4 janvier 1593    | 1593    | 18 février 1593  | 10 avril 1593     | 1        | Édouard Coke          | 100  | ...  |
| 9   | 23 août 1597      | 1597    | 24 octobre 1597  | 9 février 1598    | 2        | Christopher Yelverton | 99   | ...  |
| 10  | 11 septembre 1601 | 1601    | 27 octobre 1601  | 19 décembre 1601  | 1        | John Croke            | 98   | ...  |

## Parlements deJacquesIer
| No. | Convoqué         | Élu     | Réuni           | Dissous        | Sessions | Speaker           | -Plt | Note              |
| --- | ---------------- | ------- | --------------- | -------------- | -------- | ----------------- | ---- | ----------------- |
| 1   | 31 janvier 1604  | 1604    | 19 mars 1604    | 9 février 1611 | 5        | Édouard Phelips   | 97   | ...               |
| 2   | ...              | ?1614   | 5 avril 1614    | 7 juin 1614    | 1        | Randolph Crewe    | 96   | Parlement stérile |
| 3   | 13 novembre 1620 | 1620/21 | 16 janvier 1621 | 8 février 1622 | 2        | Thomas Richardson | 95   | ...               |
| 4   | 20 décembre 1623 | 1623/24 | 12 février 1624 | 27 mars 1625   | 1        | Thomas Crewe      | 94   | Heureux Parlement |

## Parlements deCharles Ier
Le Long Parlement, qui commença pendant ce règne, connut l'histoire la plus longue et la plus complexe de tous les Parlements. L'entrée dans le premier tableau ci-dessous se rapporte au Parlement dans sa totalité. Bien qu'il se rebellât contre Charles Ier et qu'il continuât d'exister bien après la mort du roi, il est au départ un parlement convoqué par Charles Ier. Un effort a été fait pour présenter les différentes étapes de ce Parlement dans la seconde table de cette section et des sections suivantes. Ces étapes sont repérées par une lettre dans la colonne -Plt, chacune des étapes partageant le même numéro -Plt, qui est celui de la première table. Une note précise cela.
| No. | Convoqué          | Élu  | Réuni           | Dissous      | Sessions | Speaker              | -Plt | Note               |
| --- | ----------------- | ---- | --------------- | ------------ | -------- | -------------------- | ---- | ------------------ |
| 1   | 2 avril 1625      | 1625 | 17 mai 1625     | 12 août 1625 | 2        | Thomas Crewe         | 93   | Parlement inutile  |
| 2   | 20 décembre 1625  | 1626 | 6 février 1626  | 15 juin 1626 | 1        | Heneage Finch        | 92   | ...                |
| 3   | 31 janvier 1628   | 1628 | 17 mars 1628    | 10 mars 1629 | 2        | John Finch           | 91   | ...                |
| 4   | 20 février 1640   | 1640 | 13 avril 1640   | 5 mai 1640   | 1        | John Glanville       | 90   | Court Parlement    |
| 5   | 24 septembre 1640 | 1640 | 3 novembre 1640 | 16 mars 1660 | ...      | William Lenthall     | 89   | Long Parlement (a) |
| 5   | 24 septembre 1640 | 1640 | 3 novembre 1640 | 16 mars 1660 | ...      | Henri Pelham         | 89   | Long Parlement (a) |
| 5   | 24 septembre 1640 | 1640 | 3 novembre 1640 | 16 mars 1660 | ...      | William Lenthall     | 89   | Long Parlement (a) |
| 5   | 24 septembre 1640 | 1640 | 3 novembre 1640 | 16 mars 1660 | ...      | William Say (Deputy) | 89   | Long Parlement (a) |
| 5   | 24 septembre 1640 | 1640 | 3 novembre 1640 | 16 mars 1660 | ...      | William Lenthall     | 89   | Long Parlement (a) |

Note:-
- (a) Les speakers du Long Parlement, en incluant les fois où il siégea sous le nom de Parlement croupion furent : Lenthall 3 novembre 1640-26 juillet 1647; Pelham 30 juillet 1647-5 août 1647; Lenthall 6 août 1647-20 avril 1653 (rétabli à son siège par l'armée, jusqu'à ce que Oliver Cromwell ait dissous le Parlement croupion, et 26 décembre 1653-13 janvier 1660, quand celui-ci fut rétabli; Say 13 janvier 1660-21 janvier 1660 et Lenthall 21 janvier 1660-16 mars 1660.

### Le Long Parlement (Étapes royalistes)
| No. | Convoqué          | Élu  | Réuni           | Dissous      | Sessions | Speaker          | -Plt | Note                    |
| --- | ----------------- | ---- | --------------- | ------------ | -------- | ---------------- | ---- | ----------------------- |
| 5   | 24 septembre 1640 | 1640 | 3 novembre 1640 | 21 août 1642 | 1        | William Lenthall | a    | Long Parlement          |
| 5   | ...               | ...  | 22 janvier 1644 | 10 mars 1645 | 2        | inconnu          | c    | King's Oxford Parlement |

Note:-
- (a) L'étape 'a' du Long Parlement correspond au moment où celui-ci fonctionna comme un Parlement classique, ayant besoin de l'assentiment du roi Charles Ier pour légiférer. Une caractéristique inhabituelle était qu'une loi était promulguée à condition que ce Parlement ne pût être dissous légalement sans son consentement. Cette étape s'acheva lorsque le roi augmenta ses exigences (22 août 1642) et entama la guerre civile anglaise. La veille de ce jour est la date insérée en colonne « Dissous ».
- (b) L'étape 'c' du Long Parlement fut le Parlement d'Oxford de 1644. Le roi étant incapable de dissoudre légalement le Long Parlement sans son consentement, il convoqua les membres à Oxford. Les royalistes et ceux qui étaient intéressés à essayer de régler la guerre civile par des compromis, assistèrent à ces réunions, qui étaient en opposition avec le corps révolutionnaire (étape 'b' du Long Parlement, qui siégeait concurremment à Westminster. La date de la première réunion est donnée dans la colonne 'Réuni', et celle de la dernière dans la colonne 'Dissous'.

## Parlements de la Révolution etCommonwealth
| No. | Convoqué     | Élu | Réuni           | Dissous          | Sessions | Speaker          | -Plt | Note                      |
| --- | ------------ | --- | --------------- | ---------------- | -------- | ---------------- | ---- | ------------------------- |
| 1er | ...          | ... | 22 août 1642    | 5 décembre 1648  | 1        | William Lenthall | b    | Long Parlement (a)        |
| 1er | ...          | ... | 22 août 1642    | 5 décembre 1648  | 1        | Henri Pelham     | b    | Long Parlement (a)        |
| 1er | ...          | ... | 22 août 1642    | 5 décembre 1648  | 1        | William Lenthall | b    | Long Parlement (a)        |
| 1   | ...          | ... | 6 décembre 1648 | 20 avril 1653    | 1        | William Lenthall | d    | Parlement croupion (b)    |
| 2   | 20 juin 1653 | n/a | 4 juillet 1653  | 12 décembre 1653 | 1        | Francis Rous     | 88   | Parlement de Barebone (c) |

Note:-
- (a) Ceci fut l'étape 'b' du Long Parlement, lorsqu'il fonctionna comme un parlement révolutionnaire,  après le début de la guerre civile anglaise. Le Parlement s'attribua le droit de légiférer par ordonnances, sans avoir besoin de l'assentiment du roi. Cette étape s'acheva par la Purge de Pride, qui transforma le Long Parlement en Parlement croupion. En 1644 le roi convoqua le Long Parlement à Oxford. Les membres qui répondirent à cette convocation constituèrent le Parlement d'Oxford de 1644) (étape 'c' de ce Parlement), en opposition avec le Parlement révolutionnaire qui continua à siéger au Palais de Westminster. La date dans la colonne 'Réuni' est le jour où le roi Charles Ier augmenta ses exigences et entama la guerre civile anglaise. La date dans la colonne 'Dissous' est celle de la veille de la Purge de Pride, quand le Long Parlement se réunit pour la dernière fois (jusqu'à ce que la purge soit annulée le 21 février 1660).
- (b) Ce fut l'étape 'd' du Long Parlement, connue comme le Parlement croupion. Durant cette période, l'armée permettait seulement aux membres choisis de participer aux débats. La Chambre des lords fut abolie le 6 février 1649, tout comme la monarchie le 7 février 1649. Le « croupion » de la Chambre des communes, comme il fut appelé par la suite, désigna ce qui restait du Parlement. Grâce à son pouvoir législatif, il créa le Commonwealth d’Angleterre le 19 mai 1649. La date de la Purge de Pride est donnée dans la colonne 'Réuni' et la date à laquelle Oliver Cromwell dissout par la force le Parlement croupion se trouve dans la colonne 'Dissous'.
- (c) Le Parlement de Barebone était un corps nommé.

## Parlements duProtectorat
| No. | Convoqué        | Élu     | Réuni             | Dissous         | Sessions | Speaker                 | -Plt | Note                         |
| --- | --------------- | ------- | ----------------- | --------------- | -------- | ----------------------- | ---- | ---------------------------- |
| 1   | 1er juin 1654   | 1654    | 3 septembre 1654  | 22 janvier 1655 | 1        | William Lenthall        | 87   | 1er Parlement du Protectorat |
| 2   | 10 juillet 1656 | 1656    | 17 septembre 1656 | 4 février 1658  | 2        | Thomas Widdrington      | 86   | 2e Parlement du Protectorat  |
| 2   | 10 juillet 1656 | 1656    | 17 septembre 1656 | 4 février 1658  | 2        | Bulstrode Whitelocke    | 86   | 2e Parlement du Protectorat  |
| 3   | 9 décembre 1658 | 1658/59 | 27 janvier 1659   | 22 avril 1659   | 1        | Chaloner Chute          | 85   | 3e Parlement du Protectorat  |
| 3   | 9 décembre 1658 | 1658/59 | 27 janvier 1659   | 22 avril 1659   | 1        | Lislebone Long (Deputy) | 85   | 3e Parlement du Protectorat  |
| 3   | 9 décembre 1658 | 1658/59 | 27 janvier 1659   | 22 avril 1659   | 1        | Thomas Bampfylde        | 85   | 3e Parlement du Protectorat  |

Ces Parlements inclurent des représentants de l'Écosse et de l'Irlande.
| No. | Convoqué | Élu | Réuni      | Dissous         | Sessions | Speaker          | -Plt | Note                                   |
| --- | -------- | --- | ---------- | --------------- | -------- | ---------------- | ---- | -------------------------------------- |
| 4   | ...      | ... | 7 mai 1659 | 13 octobre 1659 | 1        | William Lenthall | e    | Restauration du Parlement croupion (a) |

Note:-
- (a) Ce fut l'étape 'e' du Long Parlement. L'armée restaura le Parlement croupion, pour supprimer le Protectorat et rétablir le régime du Commonwealth.

## Parlements du Commonwealth
| No. | Convoqué     | Élu  | Réuni            | Dissous          | Sessions | Speaker              | -Plt | Note                           |
| --- | ------------ | ---- | ---------------- | ---------------- | -------- | -------------------- | ---- | ------------------------------ |
| 1   | ...          | ...  | 26 décembre 1659 | 20 février 1660  | 1        | William Lenthall     | f    | Parlement croupion (a)         |
| 1   | ...          | ...  | 26 décembre 1659 | 20 février 1660  | 1        | William Say (Deputy) | f    | Parlement croupion (a)         |
| 1   | ...          | ...  | 26 décembre 1659 | 20 février 1660  | 1        | William Lenthall     | f    | Parlement croupion (a)         |
| 1   | ...          | ...  | 21 février 1660  | 16 mars 1660     | 1        | William Lenthall     | g    | Long Parlement (b)             |
| 2   | 16 mars 1660 | 1660 | 25 avril 1660    | 29 décembre 1660 | 1        | Harbottle Grimston   | 84   | Parlement de la Convention (c) |

Note:-
- (a) Ce fut l'étape 'f' du Long Parlement, le Parlement croupion dirigeant le régime du Commonwealth restauré.
- (b) Ce fut l'étape 'g' du Long Parlement. La purge de Pride fut annulée, et le Long Parlement complet fit en sorte de mettre sur pied le Parlement de la Convention, puis il procéda à sa propre dissolution.
- (c) Ce fut un des Parlements de la Convention, qui restaura la monarchie en reconnaissant Charles II roi d'Angleterre.

## Parlements deCharles II
| No. | Convoqué        | Élu  | Réuni           | Dissous         | Sessions | Speaker          | -Plt | Note                            |
| --- | --------------- | ---- | --------------- | --------------- | -------- | ---------------- | ---- | ------------------------------- |
| 1   | 18 février 1661 | 1661 | 8 mai 1661      | 24 janvier 1679 | 16       | Edward Turnour   | 83   | Parlement cavalier              |
| 1   | 18 février 1661 | 1661 | 8 mai 1661      | 24 janvier 1679 | 16       | Job Charlton     | 83   | Parlement cavalier              |
| 1   | 18 février 1661 | 1661 | 8 mai 1661      | 24 janvier 1679 | 16       | Edward Seymour   | 83   | Parlement cavalier              |
| 1   | 18 février 1661 | 1661 | 8 mai 1661      | 24 janvier 1679 | 16       | Robert Sawyer    | 83   | Parlement cavalier              |
| 2   | 25 janvier 1679 | 1679 | 6 mars 1679     | 12 juillet 1679 | 2        | William Gregory  | 82   | Parlement de l'Habeas Corpus    |
| 3   | 24 juillet 1679 | 1679 | 21 octobre 1680 | 18 janvier 1681 | 1        | William Williams | 81   | Parlement de la loi d'exclusion |
| 4   | 20 janvier 1681 | 1681 | 21 mars 1681    | 28 mars 1681    | 1        | William Williams | 80   | Parlement d'Oxford              |

Note: Le Parlement de la Convention de 1660 est souvent appelé 1er Parlement de Charles II. Comme il ne fut pas convoqué par le roi, le Parlement de la Convention ne figure pas dans cette partie de la liste. Cependant, plusieurs sources attribuent aux quatre parlements ci-dessus un numéro d'ordre plus élevé de un par rapport à cette liste.

## Parlements deJacques II
| No. | Convoqué         | Élu     | Réuni           | Dissous        | Sessions | Speaker     | -Plt | Note                                   |
| --- | ---------------- | ------- | --------------- | -------------- | -------- | ----------- | ---- | -------------------------------------- |
| 1   | 14 février 1685  | 1685    | 19 mai 1685     | 2 juillet 1687 | 1        | John Trevor | 79   | Parlement loyal                        |
| 2   | 29 décembre 1688 | 1688-89 | 22 janvier 1689 | 6 février 1690 | 2        | Henri Powle | 78   | Parlement de la Convention de 1689 (a) |

Note:-
- (a) Le Parlement de la Convention ne fut pas convoqué par le roi. Il décida que le roi avait abdiqué en fuyant la capitale et en jetant le Grand sceau du Royaume-Uni dans la Tamise. Il offrit le trône conjointement à  Guillaume III et Marie II.

## Parlements deGuillaume IIIetMarie II
| No. | Convoqué         | Élu     | Réuni            | Dissous          | Sessions | Speaker          | -Plt | Note |
| --- | ---------------- | ------- | ---------------- | ---------------- | -------- | ---------------- | ---- | ---- |
| 1   | 6 février 1690   | 1690    | 20 mars 1690     | 11 octobre 1695  | 6        | John Trevor      | 77   | ...  |
| 2   | 12 octobre 1695  | 1695    | 22 novembre 1695 | 7 juillet 1698   | 3        | Paul Foley       | 76   | ...  |
| 3   | 13 juillet 1698  | 1698    | 24 août 1698     | 19 décembre 1700 | 2        | Thomas Littleton | 75   | ...  |
| 4   | 26 décembre 1700 | 1700/01 | 6 février 1701   | 11 novembre 1701 | 1        | Robert Harley    | 74   | ...  |
| 5   | 3 novembre 1701  | 1701    | 30 décembre 1701 | 2 juillet 1702   | 1        | Robert Harley    | 73   | ...  |

## Parlements d'Anne
| No. | Convoqué       | Élu  | Réuni           | Dissous      | Sessions | Speaker       | -Plt | Note |
| --- | -------------- | ---- | --------------- | ------------ | -------- | ------------- | ---- | ---- |
| 1   | 2 juillet 1702 | 1702 | 20 août 1702    | 5 avril 1705 | 3        | Robert Harley | 72   | ...  |
| 2   | 2 mai 1705     | 1705 | 14 juillet 1705 | 3 avril 1707 | 3        | John Smith    | 71   | ...  |

Le 29 avril 1707, le Parlement de Grande-Bretagne fut constitué. Les membres du second Parlement de la reine Anne firent partie du 1er Parlement de Grande-Bretagne.